# Obscura
Az Obscura egy német death metal zenekar, mely 2002-ben alakult. Soraikban korábbi Necrophagist tagok is megtalálhatóak. Zenéjük progresszív alapokon nyugvó technikás death metal, Atheist és Death valamint Necrophagist hatásokkal.

## Pályafutás
A gitáros/énekes Steffen Kummerer és a dobos Jonas Baumgartl alapította 2002-ben. A kezdeti időkben a zenekar azzal keltett leginkább feltûnést, hogy a Suffocation vendégeként turnéztak Európában 2006-ban, majd saját erőből még az évben megjelentették Retribution című debütalbumukat, ami még egy formálódó, különösebb egyéniséggel nem rendelkező zenekart mutatott. A nagy előrelépés a 2007 végén következett be, amikor Kummerer gyakorlatilag a komplett zenekart lecserélte olyan virtuóz zenészekre, akik a Pestilence és Necrophagist zenekarokban korábban már bizonyítottak, így került a zenekarba Jeroen Paul Thesseling basszusgitáros (ex-Pestilence), Christian Muenzner gitáros és Hannes Grossmann dobos (mindketten a Necrophagist soraiból igazoltak az Obscurába). Ez az új felállás teljesen új dimenzióba volt képes helyezni a csapat által addig játszott szokványos death metalt, elkészítve a 2009-ben megjelent Cosmogenesis című lemezt, ami az olyan előadók nyomdokain progresszivizálja a halálmetált, mint a Cynic, a Death 90-es évekbeli munkái vagy az Arsis, de természetesen a Pestilence utolsó két lemezének és a Necrophagistnak is sokat köszönhet zeneileg a társulat.

## Diszkográfia
- Retribution (2006)
- Cosmogenesis (2009)
- Omnivium (2011)
- Akroasis (2016)

## Külső hivatkozások
- https://web.archive.org/web/20191013035223/http://www.obscura-metal.com/
- Obscura at Relapse Records
- Obcura at MySpace